# Pseudeusemia flavoplagata
Pseudeusemia flavoplagata là một loài bướm đêm trong họ Geometridae.